# Litsea sarawacensis
Litsea sarawacensis är en lagerväxtart som beskrevs av James Sykes Gamble. Litsea sarawacensis ingår i släktet Litsea och familjen lagerväxter. Inga underarter finns listade i Catalogue of Life.